# Siyosatxon Abdullayeva
Pour les articles homonymes, voir Abdullayev.
Siyosatxon Abdullayeva, née le 5 novembre 1940 dans le district d'Oltinkoʻl (province d'Andijan) et morte le 27 juillet 2018, est une paysanne et dirigeante agricole ouzbèke. Elle est diplômée de l'Institut du coton d'Andijan, qui remonte à l'ancienne République socialiste soviétique d'Ouzbékistan.

## Biographie
Siyosat Abdullayeva naît le 5 novembre 1940 dans le district d'Oltinkoʻl, dans la région d'Andijan. Après avoir terminé ses études primaires, elle s'inscrit à l'Institut du coton d'Andijon et obtient son diplôme en 1959. Elle commence à travailler comme simple ouvrière à la coopérative agricole Namuna dans son district natal,.
De 1972 à 1978, elle travaille comme enseignante au jardin d'enfants associé à la coopérative Namuna. Après deux ans de travail (1976-1978), elle devient directrice de la coopérative Namuna dans le district d'Oltinkoʻl de 1978 à 2006. De 2006 à sa mort, elle dirige la ferme Oltinkoʻl Valley Flower Garden dans le district d'Oltinkoʻl.
Le président Islam Karimov lui décerne l'Ordre de l'amitié en 2005 et le titre de Héros de l'Ouzbékistan en 2008. Abdullayeva est considérée comme la fondatrice de l'Académie du coton d'Andijan. Elle meurt le 27 juillet 2018, à l'âge de 77 ans, dans le district d'Oltinkoʻl dans la province d'Andijan.